# Éric Woerth
Éric Woerth (sinh ngày 29 tháng 1 năm 1956, Creil, Picardie, Pháp) là một chính trị gia người Pháp.